# 방수진
수진(방수진, 1996년 6월 26일 ~ )은 가수 겸 배우로, 힙합 걸그룹 와썹의 일원이다.

## 학력
- 고천초등학교
- 한국예술고등학교

## 연기 활동

### 드라마
- 2014년 KBS2 일일드라마 《천상여자》 ... 이혜숙 역
- 2015년 TV조선 & tvN 광복 70주년 특별기획 단막극 《위대한 이야기 - 이주일의 못생겨서 죄송합니다》 ... 하춘화 역
- 2016년 EBS 1TV 한중 합작 특촬물 드라마 《레전드히어로 삼국전》 ... 원소(리나) 역
- 2017년 tvN 월화드라마 《내성적인 보스》 ... 신입사원 역
- 2017년 KBS2 월화드라마 《개인주의자 지영씨》 ... 박연희 역
- 2017년 KBS2 월화드라마 《란제리 소녀시대》 ... 김언주 역
- 2018년 OCN 월화드라마 《멜로홀릭》
- 2018년 tvN 토일드라마 《화유기》 ... 인어 역

### 영화
- 《톱스타》 (2013년) - 여고생 1역